# Thierry Fréret
Pour les articles homonymes, voir Fréret.
Thierry Fréret est un journaliste français, né le 17 novembre 1957[Information douteuse]. Il a présenté durant une vingtaine d'années la météo sur Europe 1, mais depuis 2010, c'est sur CNews qu'il intervient pour la météo le samedi et le dimanche. En 2018, il y présente aussi une chronique culturelle dans la matinale du samedi et, en Juillet 2018, il présente les journaux de la matinale du week-end. En 2024, on le retrouve à la présentation de la météo de la matinale de l'info de TF1.

## Biographie
Diplômé de l'Institut pratique de journalisme de Paris, Thierry Fréret débute à Radio Manche. Il est ensuite journaliste au Quotidien de Paris puis pour l'émission Terres des bêtes sur Antenne 2 de 1982 à 1987.
Il rejoint Europe 1 en 1987 : en alternance avec Laurent Cabrol, il est le présentateur de la météo sur la station pendant une vingtaine d'années. Parallèlement, il s'occupe de la météo pour Le Journal du dimanche et assure des remplacements sur France 3 en 1998. De 2001 à 2005, il est chroniqueur dans l'émission Les Maternelles sur France 5. Il est la voix off du jeu télévisé de La Cinquième, 100% Question, en 1998 avec l'alternance de Pascal Hernandez.
Durant la saison 2007/2008, il anime la tranche d'information 5 h - 7 h avec Christophe Carrez, Marie Marquet et Christophe Charles en présentateur des différents journaux. Au cours de la saison 2008-2009, il présente chaque samedi et dimanche le journal de 13 h puis la tranche 19 h - 20 h qui comprend le dimanche soir « Une semaine en Europe 1 » (19 h 30 - 20 h) ainsi que les flashs de 14 h à 23 h. En septembre 2009, il réintègre le service météo d'Europe 1.
En juin 2010, il rejoint la chaîne d'information en continu i>Télé pour y présenter les bulletins météo dans La Matinale de l'Info. En janvier 2018, la chaine de télévision est devenue CNews, et Thierry Fréret y présente la météo le samedi et le dimanche.
Il y présente également une chronique culturelle, tous les samedis, dans la matinale du week-end de Thomas Lequertier.[réf. souhaitée]
À partir du 7 juillet 2018, il presente les journaux de la matinale du week-end en remplacement de Thomas Lequertier.
Le 8 avril 2024, on le retrouve à la présentation de la météo de la matinale de l'info de Bonjour ! La Matinale TF1 avec Bruce Toussaint sur TF1.